# Салвор Хардин
Салвор Хардин (енгл. Salvor Hardin) је измишљени лик који се појављује у два дела романа Задужбина писца Ајзака Асимова. Ова два дела су првобитно објављена као кратке приче пре него што су штампана у форми романа. Хардин је први градоначелник Града Терминуса, јединог насељеног места на планети Терминус.

## Биографија
У роману, на Терминусу се населила колонија научника и професионалаца који у оквиру Енциклопедијске задужбине раде на сакупљању људског знања у збирку звану Енциклопедија галактика, пројекат који прикрива праву сврху колоније коју је осмислио њен оснивач Хари Селдон — да надживи неизбежни пад Галактичког Царства, очува научна знања кроз мрачно доба које мора да уследи, и скрати време трајања тог мрачног доба. Селдон је постао свестан оваквог развоја догађаја у будућности користећи се принципима психоисторије, науке коју је он сам развио.
Колонијом је, у њеним првим деценијама, управљао Одбор повереника Задужбине, чији чланови су били познати научници али слаби административни управитељи. Хардин, који је рођен на Терминусу, је изабран за градоначелника и дата му је одговорност да управља свакодневним пословима Града. Сматрајући да његову улогу у управљању Градом ометају елементи Одбора, Хардин је покренуо народну кампању у којој је захтевано да Град буде представљен на састанцима Одбора. Ова привилегија му је невољно одобрена.  
Осликан као лукав и манипулативан политичар, Хардин је у једном тренутку разоткрио праве мотиве које је Хари Селдон имао при оснивању Задужбине, али су чланови Одбора повереника исмејали његова веровања и тврдње, и покушали су да га уклоне са власти. Хардин их је међутим изманеврисао, између осталог, користећи контролу над „Журналом Града Терминуса“, а истовремено је успео и да разреши кризу која је настала између Задужбине и суседное краљевине Анакреон, која се отцепила од Галактичког Царства. Његова веровања су се показала тачним након што је пуштен снимак Харија Селдона након окончања „Прве селдонове кризе“; тада је био у позицији да преузме улогу де факто председника Задужбине.
Након кризе су Хардин и његов главни саветник, Јохан Ли, развили метод за потчињавање околних међупланетарних краљевстава, која су занемарила науку и вратила се у државна уређења налик феудализму. Оснивањем религије назване сцијентизам, која третира научне појаве као свете догађаје, Хардин и Ли су послали „свештенике“ (у ствари техничаре) у „четири краљевства“ која су се граничила територијом Задужбине у систему Терминуса. Овај план је био успешан и моћ Задужбине је расла, а Хардин је поново биран више пута.
Друга Селдонова криза се догодила током Хардиновог градоначелниковања, али неколико деценија касније, када је Анакреон под вођством принца регента Вијениса проширио своју флоту користећи свемирске бродове које су ремоделовали „свештеници“ Задужбине. Користећи веровања народних маса у „религију“ Задужбине против Вијениса, Хардин је поразио принца регента, који је затим извршио самоубиство, а млади краљ Анакреона је потписао споразум са Задужбином под условима повољним за Задужбину. Хардин је демонстрирао значајан напредак у технологији у поседу Задужбине када је користио лично поље силе како би се одбранио од ватре из атомског пиштоља; заштитна поља довољно мала да би била покретна, попут овог, нису била позната у доба Галактичког Царства.

## Лични живот
Хардин је рођен 17. или 18. године ЗЕ (задужбинске ере). Мало се зна о његовом личном жиовту и не помињу се жена или деца. Делови романа који се фокусирају на његов градоначелнички мандат описују само његове активности у професионалном својству као јавног службеника.

## Епиграми
Салвор Хардин је у Задужбини био дорбо познат по својим епиграмима, који се јављају кроз целу серију. Међу њима су:
- „Атомски бластер је добро оружје, али може да пуца у оба смера.“
- „Исплати се бити очигледан, посебно ако имаш репутацију суптилне особе.“
- „Да би се остварио успех, само планирање није довољно. Неопходно је и импровизовати.“
- „Ништа не мора да буде истина, али све мора да звучи као да јесте.“
- „Никад не допусти да те осећај моралности спречи да урадиш оно шта је исправно.“

Његова најпознатија максима, „Насиље је последње прибежиште неспособних“, је постала једна од омиљених Асимовљевих изрека.